# 東亞運動會
東亞運動會（簡稱東亞運，縮寫：EAG），是由東亞運動會總會所舉行的地區綜合運動會，四年一度，參賽國家或者地區包括東亞運動會總會成員、非正式成員及邀請國。於2013年5月，東亞運動會總會決議將東亞運動會轉型為東亞青年運動會，2013年東亞運動會成為最後一屆東亞運動會，而2017年東亞運動會亦取消。

## 歷史

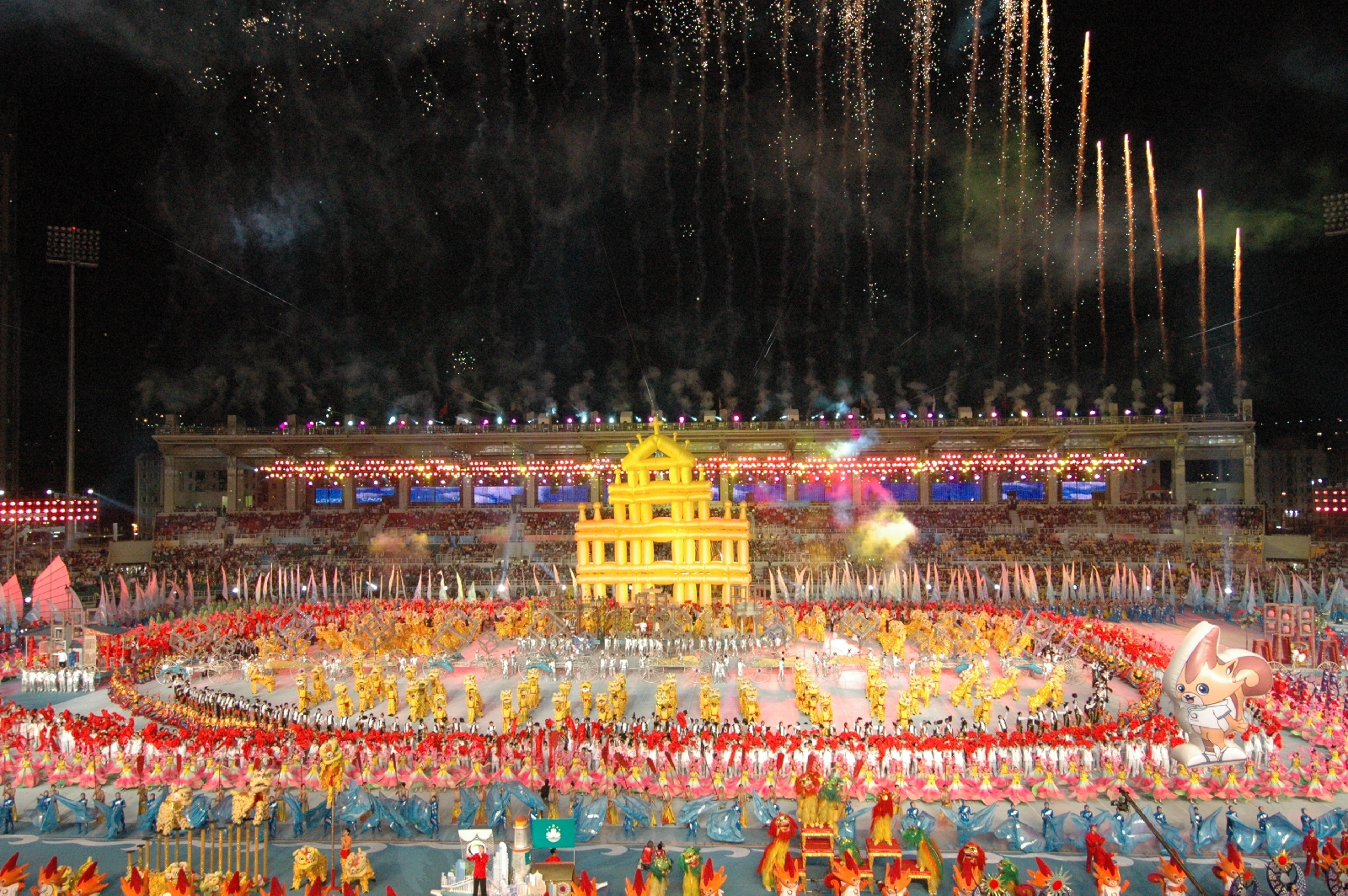
澳門2005東亞運開幕典禮情況

日本奧林匹克委員會為了和各東亞地區的國家及地區奧林匹克委員會之間得到更多增進體育及文化交流的機會，「東亞地區運動會」的意念在1991年9月15日的第一屆東亞各奧委會聯席會議上正式被提出。
1991年11月6日在北京召開的第二屆東亞各奧委會聯席會議上正式通過以兩年主辦一屆東亞運動會，同時確定了第一屆東亞運動會於1993年由上海主辦。第一屆東亞運動會在1993年5月9日於上海舉行，共9個國家和地區的代表團參加了12個體育大項的比賽。
1995年，原定於在朝鮮平壤舉行的第二屆東亞運動會臨時因經濟因素而被迫取消，東亞運動會總會從而把運動會由原本每兩年舉辦改為每四年舉辦；同時，「第三屆東亞運」主辦城市釜山取而代之成為第二屆東亞運東道主。翌年3月於關島舉行的第11屆東亞運動會總會會議，澳門取得第三屆東亞運動會的主辦權，後來日本提出希望以東亞運動會振興阪神大地震後的經濟，故決議由大阪主辦第三屆東亞運動會，澳門則改為主辦第四屆東亞運動會。

## 历届东亚运动会一览
| 屆次 | 主辦地   | 日期                            | 參賽國家及地區 | 开幕式宣布者           | 運動員人數 | 大項 | 小項 | 備注     |
| ---- | -------- | ------------------------------- | -------------- | ---------------------- | ---------- | ---- | ---- | -------- |
| 一   | 中国上海 | 1993年5月9日至18日              | 9              | 中国国家主席江泽民     | 1283       | 12   | 170  |          |
| 二   | 釜山     | 1997年5月10日至19日             | 9              | 韩国总统金泳三         | 1300       | 13   | 199  |          |
| 三   | 日本大阪 | 2001（平成13年）年5月19日至27日 | 10             | 日本高圆宫宪仁亲王     | 2804       | 15   | 201  | 特邀參加 |
| 四   | 中國澳門 | 2005年10月29日至11月6日         | 9              | 中国国务院副总理吴仪   | 1919       | 17   | 235  |          |
| 五   | 中國香港 | 2009年12月5日至13日             | 9              | 中国国务委员刘延东     | 2377       | 22   | 262  |          |
| 六   | 中国天津 | 2013年10月6日至15日             | 9              | 中国国务院副总理刘延东 | 2422       | 24   | 254  |          |

## 比賽日數
東亞運動會總會規定每屆東亞運動會最多可以舉行12日（包括開幕日及閉幕日），但預賽並不計算在內。

## 比賽項目
東亞運動會總會規定每屆東亞運動會都要最少有十項運育項目大項；規則訂明其中七項必須是奧林匹克運動會的比賽項目，其他體育大項則可以由主辦城市訂出。所有體育項目的競技都要根據國際體育聯會的規則及規格進行，否則有關賽果將會被取消資格。主辦城市要把所有比賽項目（包括大項及小項）資料及日期都要在運動會當年舉行的前一年公布及通知參賽國家或地區。
| 項目         | 時間                          |
| ------------ | ----------------------------- |
| 水上運動     | 1993年－                      |
| 田徑         | 1993年－                      |
| 保齡球       | 1993年－ 1997年為示範項目     |
| 籃球         | 1993年－                      |
| 足球         | 1993年－                      |
| 體操         | 1993年－2005年                |
| 武術         | 1993年－                      |
| 柔道         | 1993年－2001年，2009年        |
| 賽艇         | 1993年－ （1997年為示範項目） |
| 拳擊         | 1993年                        |
| 軟式網球     | 1997年－ （1993年為示範項目） |
| 舉重         | 1993年－                      |
| 羽毛球       | 1993年－2001年，2009年        |
| 跆拳道       | 1997年，2009年                |
| 摔跤         | 1997年－                      |
| 手球         | 2001年                        |
| 排球         | 2001年，2009年                |
| 曲棍球       | 2005年－ （2001年為示範項目） |
| 體育舞蹈     | 2005年－                      |
| 龍舟         | 2005年                        |
| 空手道       | 2005年－                      |
| 射擊         | 2005年－                      |
| 網球         | 2005年－                      |
| 健美         | 2009年 （2005年為示範項目）   |
| 撞球         | 2009年                        |
| 單車         | 2009年                        |
| 七人制橄欖球 | 2009年                        |
| 壁球         | 2009年                        |
| 乒乓球       | 2009年                        |
| 滑浪風帆     | 2009年                        |
| 棒球         | 2013年                        |

## 東亞運動會總會
1992年1月27日地區代表在北京通過成立東亞區奧委會協調委員會；翌年5月17日，地區代表決議把組織名稱改為東亞運動會總會（East Asian Games Association）。特別的是東亞運動會總會會址是因應來屆主辦城市而「遷居」，現時東亞運動會總會位於中華人民共和國。

## 成員及非正式成員
東亞運動會總會的成員為亞奧理事會所定義東亞地區的國家及地區奧林匹克委員會，因此中國、朝鮮、中國香港、日本、韓國、中國澳門、蒙古及中華臺北是成員。另一方面，哈薩克斯坦於第二屆東亞運起參賽，但該奧委會於第三屆東亞運後改為中亞地區奧林匹克委員會成員而沒有參加。
東亞運動會總會的非正式會員是指毗鄰於東亞地區，由東亞運動會總會事前經商議所承認的奧委會；有關的成績及獎牌均會計算。目前，關島是現時參加國家和地區之中唯一的非正式會員。
第三屆在日本大阪舉行的東亞運動會，澳大利亞被獲邀參加了該屆運動會，比賽時會列出所有成績，但不列入大會計算亦不頒獎予該參與國家。

## 獎牌榜
| 排名 | 國家/地區 | 參加次數 | 金牌 | 銀牌 | 銅牌 | 總數 |
| 1    | 中国      | 6        | 626  | 396  | 286  | 1308 |
| 2    | 日本      | 6        | 288  | 326  | 395  | 1009 |
| 3    |           | 6        | 209  | 256  | 321  | 786  |
| 4    | 中華臺北  | 6        | 57   | 139  | 188  | 384  |
| 5    | 中國香港  | 6        | 43   | 54   | 105  | 202  |
| 6    |           | 4        | 30   | 40   | 77   | 157  |
| 7    | 中國澳門  | 6        | 23   | 30   | 53   | 106  |
| 8    | 蒙古国    | 6        | 5    | 14   | 82   | 101  |
| 9    | 關島      | 5        | 0    | 1    | 4    | 5    |
| 總計 | 總計      | 總計     | 1318 | 1296 | 1579 | 4173 |

## 資料來源及注釋
1. ↑  東亞運變身東亞青運 中市續爭辦 的存檔，存档日期2013-10-19.
2. ↑  .   [2009-01-25]. （原始内容存档于2013-05-07）.
3. ↑  由於東亞運動會總會沒有規定要舉行哪個大項，因此主辦城市可以自訂哪七項。
4. ↑  【康樂文化事務署】運動教育計劃 - 奧林匹克主義與2009年東亞運動會[永久]
5. ↑  截至2009年
6. ↑  作賽時，全以該國全名「朝鮮民主主義人民共和國」表現，而非「中國」、「朝鮮」；但在簡介時則可以用「中國」、「朝鮮」。
7. ↑  沒有參加第二、三屆東亞運動會
8. ↑  第三屆東亞運起因香港回歸而改為「中國香港」名義參加
9. ↑  第三屆東亞運起因澳門回歸而改為「中國澳門」名義參加
10. ↑  在2009年東亞運動會起也稱為「準成員」

- 2005年6月，第四屆東亞運動會澳門組織委員會《第四屆東亞運動會技術手冊》
- 2005年8月，第四屆東亞運動會澳門組織委員會《東亞運動會組委會團隊工作指引》
- 2008年12月，2009東亞運動會（香港）有限公司及義務工作發展局《香港2009東亞運動會義工計劃——義工通用培訓（第一部份）》
- 2013天津東亞運將增列棒球《聯合新聞網》

## 外部連結
- 中国奥委会 - 东亚运动会